# Jan Palach
Jan Palach, né le 11 août 1948 à Prague et mort le 19 janvier 1969 dans la même ville, est un étudiant en Histoire tchécoslovaque qui s’est immolé par le feu sur la place Venceslas à Prague le 16 janvier 1969. Il est l'un des symboles en Tchéquie de la résistance à l’invasion de la Tchécoslovaquie par les troupes du Pacte de Varsovie.

## Biographie
Jan Palach naît en 1948 dans une clinique pragoise et grandit dans la commune de Všetaty. Son père décède en 1962. En 1963, il devient élève au lycée de Mělník, à 50 km au nord de Prague. En 1966, il n’est pas admis à l’université Charles de Prague en raison de son « origine professionnelle », bien qu’il ait réussi les examens d’entrée. De ce fait, il commence à étudier à l’École supérieure d'économie de Prague. En 1967, il effectue un stage en république socialiste soviétique du Kazakhstan et l'année suivante, il réitère sa tentative d’admission à l'université Charles, cette fois avec succès. Au cours de l’été 1968, il effectue un stage près de Leningrad, puis la brève période du « socialisme à visage humain » qui ouvre le « rideau de fer », lui permet aussi de travailler comme vendangeur durant trois semaines en France, où il découvre les débats suscités par les manifestations de mai 68.
Durant ses études, il s'intéresse déjà à la politique mais ce sera le « printemps de Prague » qui marquera un tournant crucial pour lui. Après avoir essayé sans succès d’organiser l’occupation de l’édifice principal de la Radiodiffusion tchécoslovaque et de diffuser un appel à la grève générale, Jan Palach décide d'opter pour un mode de protestation plus radical. Le 16 janvier 1969, il s’immole par le feu sur la place Venceslas à Prague, un lieu central et très fréquenté. Brûlé au troisième degré sur 85 % de son corps, il meurt à l’hôpital le 19 janvier à 3 h 30.
Par ce suicide public, Palach souhaitait protester contre l’abolition des libertés à peine acquises grâce au « socialisme à visage humain » et aux réformes d’Alexander Dubček, ainsi que contre l’apathie de la « majorité silencieuse » et contre l’indifférence de l’Europe occidentale face à l’invasion du pays par les forces du Pacte de Varsovie en août 1968. Cette invasion militaire met brutalement fin à la relative libéralisation du système socialiste tchécoslovaque, écarte des responsabilités les réformateurs du Parti communiste tchécoslovaque et rend le pouvoir aux conservateurs les plus soumis aux ordres de l’URSS : ce processus répressif appelé « normalisation » verrouilla pour vingt ans le champ politique de la Tchécoslovaquie communiste.
La mort du jeune homme aura un retentissement à travers toute la Tchécoslovaquie et le monde entier : une manifestation funèbre réunira plusieurs dizaines de milliers de participants à Prague et d’autres cérémonies funèbres eurent lieu ailleurs dans le pays. Jan Zajíc et Evžen Plocek, deux autres jeunes Tchèques, suivirent l'exemple de Jan Palach respectivement le 25 février et le 9 avril de la même année. Les autorités communistes ont alors tenté de discréditer le jeune martyr par plusieurs manipulations, notamment en faisant disparaître une lettre posthume où Jan Palach dénonçait l’invasion soviétique.
Les obsèques de Jan Palach ont lieu le 24 janvier et sont suivies par plus de 100 000 personnes. Il est ensuite inhumé au cimetière d'Olšany, où sa tombe devient un lieu de pèlerinage. En 1973, les autorités communistes font exhumer la dépouille, qui est incinérée, et ses cendres sont déposées au cimetière de Všetaty. Enfin, le 25 octobre 1990, l'urne cinéraire est rapportée à Prague et inhumée dans la tombe initiale au cimetière d'Olšany lors d'une cérémonie en présence de Vaclav Havel.

## Conséquences
Après Jan Palach, près de trente autres tentatives d'auto-immolation ont lieu, pas uniquement pour des motivations politiques.
En janvier 1989, le 20e anniversaire de la mort de Jan Palach provoque une semaine d’importantes manifestations contre la dictature communiste, appelée « Semaine de Palach ». Le 16 février 1989, l'auteur dramatique Václav Havel, un des dirigeants du mouvement de la Charte 77, est arrêté par la police politique communiste pour avoir voulu déposer une gerbe de fleurs à la mémoire de Jan Palach.
Du 20 au 22 février suivant, Havel et sept autres opposants sont condamnés pour ce geste à neuf mois de prison ferme. Quelques mois plus tard, la dictature s’effondre à la suite de la révolution de Velours.

## Hommages et postérité

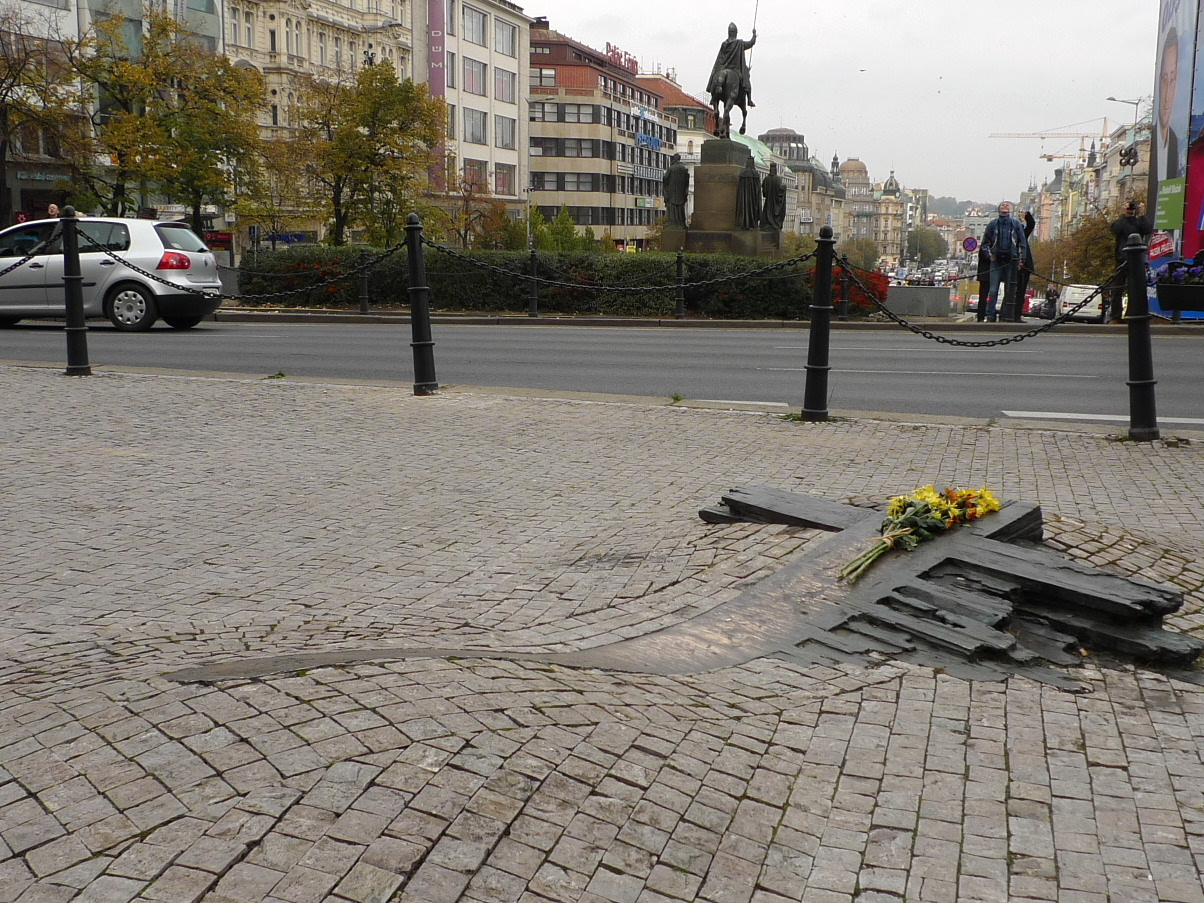
Mémorial à Jan Palach et Jan Zajíc sur la place Venceslas à Prague.
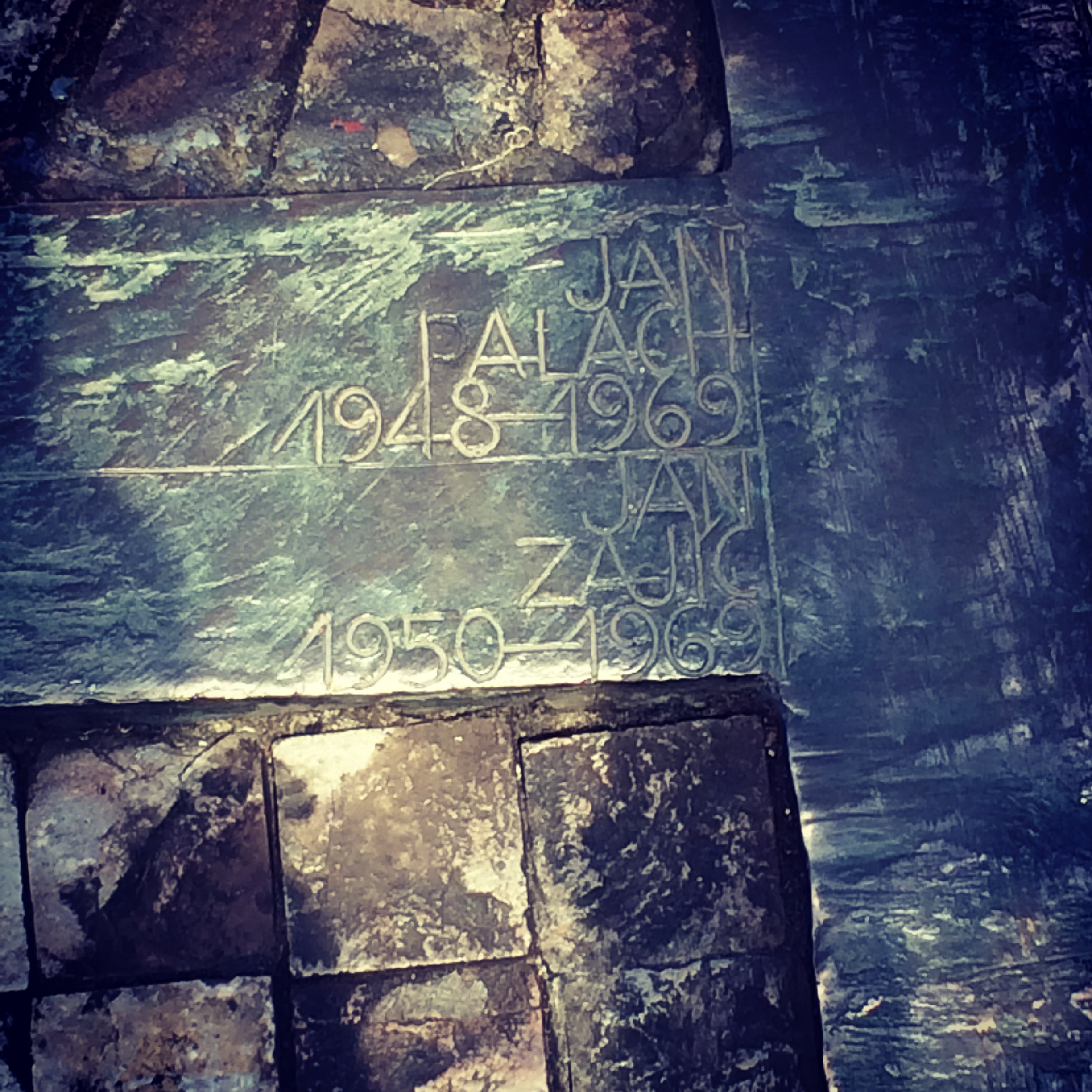
Détail du mémorial.
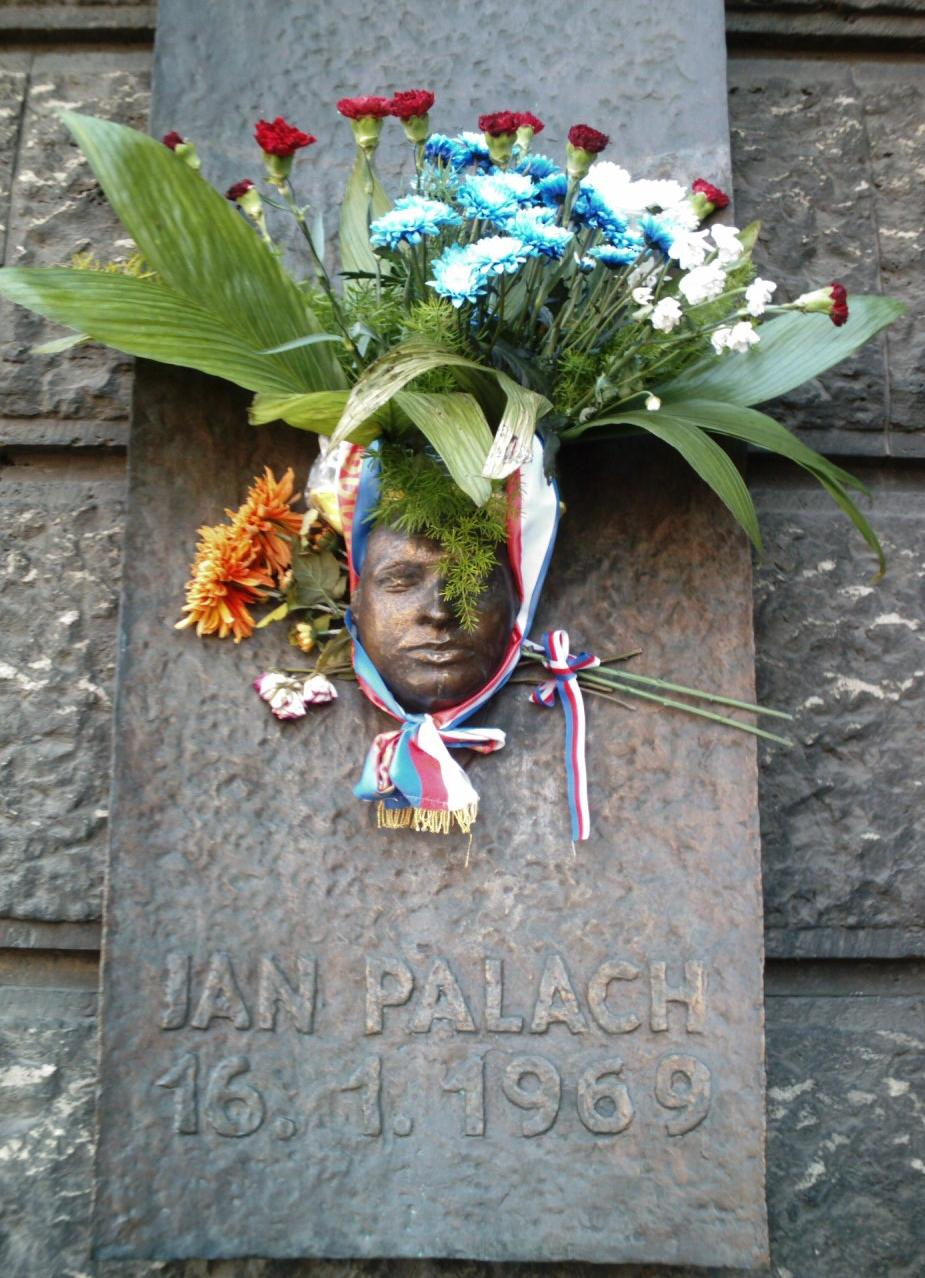
Plaque commémorative dédiée à Jan Palach et fleurie en mémoire de sa mort.

- La maison familiale des Palach à Všetaty est aujourd'hui un musée.
- L’astronome Luboš Kohoutek a nommé un astéroïde en hommage à Palach le 22 août 1969 ((1834) Palach).
- Le jour de l'anniversaire de son geste, le mémorial qui lui est désormais consacré devant la statue équestre de saint Venceslas est couvert de fleurs.
- En Tchéquie, des écoles, des voies et des parcs portent son nom.
- En France, plusieurs voies portent également son nom : une rue à Reims, Béziers, Couëron, Saint-Herblain, Parthenay et Angers, une allée à Sevran ou encore une avenue à Gignac-la-Nerthe.
- Le campus de Dijon de Sciences Po Paris possède une statue en son honneur.
- Une gare routière dans la ville de Curepipe, à l'île Maurice, porte son nom.
- Torches, musique composée et interprétée par Lamb of God sur l'album VII : Sturm Und Drang, en son hommage.
- En 2011, Daniel Cohn-Bendit rappelle dans un discours le geste de Jan Palach pour dénoncer le manque selon lui de soutien du Parlement Européen à la Tunisie à la suite de sa révolution, et dresse un parallèle entre l'immolation de Jan Palach et celle de Mohamed Bouazizi[9].
- Le 16 janvier 2019 est organisé un rassemblement place de la Vieille Ville à Prague, afin de commémorer les 50 ans du geste de Jan Palach.
- András Beck, sculpteur hongrois exilé en France à la suite des événements de 1956, a réalisé plusieurs statues pour lui rendre hommage. En 2010, une réduction en bronze d’une de ses sculptures (dont le modèle se trouve au musée de Meudon) est inaugurée sur le campus de Sciences Po Dijon[10].
- En 2018, un buste de Jan Palach est inauguré à Béziers (France)[11].
- Un buste de Jan Palach se trouve à Woluwé-Saint-Pierre (Belgique), avenue de l'Atlantique.

## Médias
- Jan Palach, court-métrage documentaire de Raymond Depardon sur les cérémonies d'hommage à Jan Palach à Prague, 1969
- La mini-série télévisée Sacrifice d'Agnieszka Holland, 2014.
- Le livre La Vie brève de Jan Palach, d'Anthony Sitruk, aux éditions Le Dilettante, 2018 (SBN : 9782842639679)
- Jan Palach, film tchèque réalisé par Robert Sedláček sorti en 2018.
- Rêve de liberté, vidéo de Fabienne Stein, auteurs/compositeurs : Michel Lhomme, Jean-Noël Fagherazzi, arrangements : Franck Ballier, 2012.